# Кастелнуово (Терамо)
Кастелнуово је насеље у Италији у округу Терамо, региону Абруцо.
Према процени из 2011. у насељу је живело 738 становника. Насеље се налази на надморској висини од 364 м.